# Lima loscombi
Lima loscombi är en musselart. Lima loscombi ingår i släktet Lima och familjen filmusslor. Inga underarter finns listade i Catalogue of Life.